# Lomandra leucocephala
Lomandra leucocephala är en sparrisväxtart som först beskrevs av Robert Brown, och fick sitt nu gällande namn av Alfred James Ewart. Lomandra leucocephala ingår i släktet Lomandra och familjen sparrisväxter.

## Underarter
Arten delas in i följande underarter:
- L. l. leucocephala
- L. l. robusta